# Нірінберг Павло Рафаїлович
Нірінберг Павло Рафаїлович (нар. 31 травня 1936, Вінниця  — пом. 5 серпня 2008) — дніпровський архітектор.
Народився у Вінниці у єврейській родині. З першого разу не вступив до Ленінградського інженерно-будівельного інституту. Навчався у Саратівському будівельному технікумі. Вступив до Ленінградського інженерно-будівельного інституту. На 5-му курсі Павло Нірінберг переміг у конкурсі на оформлення участі Ленінграда у Всесвітньому фестивалі молоді та студентів у Хельсінкі. Він був премійований поїздкою у Фінляндію, де мав змогу побувати у майстерні Алвара Аалто. Керівником дипломного проекту був Лазар Хідекель, один із засновників УНОВІСа та поборник супрематичних ідей в архітектурі, учень Казимира Малевича та Марка Шагала.
Після інституту був направлений на роботу до Красноярська, де пропрацював 3 роки. Він побудував будівлю Красноярського міськвиконкому, будівлю Красноярського міськкому партії, Палац молоді. Він вирішив знайти краще місце роботи, бо був неоцінений й працював за мінімальною платнею.
По закінченні контракту відгукнувся на оголошення у журналі «Архітектура СРСР» — «Дніпропетровськ запрошує». Він поступив на роботу у Дніпроцивільпроекті.
1967 року у Павла Нірінберга народився син, він став Головним архітектором проекту й отримав квартиру.
Доробок Павла Нірінберга у 1970–1980-х роках вплинув на розвиток особливої дніпровської архітектурної школи. Саме йому довелося побудувати основні громадські будівлі міста, що сформували сучасний вигляд Дніпра.
- забудова житлового району «Лоцманський» (згодом перейменовано на «Перемога»), — у довіднику «Пам'ятки історії та культури УРСР» названо «зручність і стрункість архітектурних ансамблів, оригінальність і різноманітність пластичних елементів, сміливе застосування кольору, високий рівень благоустрою та озеленення»,
- «Будинок книги» на розі проспекту Яворницького й вулиці Вернадського 1976 рік, — 18-ти поверховий панельний будинок з 2-поверховою книгарнею, тривалий час була найвищою будівлею міста,
- Міський лекторій (літній театр) у парку Шевченка, 1977 рік — за думкою Нірінберга був його найкращою роботою, особливість у чудовій акустиці й деревах, що ростуть крізь дах,
- монолітні 28- та 29-поверхові будинки на Мандриківці, 1975—1979 роки — зведені за революційною технологією ковзної опалубки,
- Дніпровський цирк, 1977—1980 роки — дах у класичній формі мандруючого цирку — «шапіто», кільцева галерея під трибунами, повноцінний репетиційний манеж,
- будівля Дніпровської міськради, 1983 рік,
- Кінотеатру «Батьківщина»
- Забудова вулиці Мечникова — зразок комплексного підходу до реконструкції міських кварталів у історичному центрі.

1998 року Павло Нірінберг емігрував до США й оселився у Нью-Йорку. Там він брав участь у архітектурних конкурсах, зокрема підготував Ескіз театральних кас для міста Нью-Йорк. Він був обурений тим, що коїться у рідному Дніпрі й написав публічного листа до голови міста Івана Куліченко про спотворений проект хмарочоса «Брама» у Центрального мосту й цирку.
Нереалізовані проекти цього автора:
- житловий масив на Мануйлівському проспекті
- забудова Театрального бульвару,
- реконструкція центру міста з хмарочосом «Брами».

Павло Нірінберг був:
- Членом Спілки архітекторів СРСР,
- Лауреатом Державної премії СРСР,
- Заслуженим архітектором України,
- Почесним членом Української академії архітектури,
- Членом комітета по присудженню Державної премії України у області архітектури.

Старша донька Павла Нірінберга мешкає у Берліні й викладає архітектуру за підручником написаним її батьком разом з провідними викладачами Дніпропетровського інженерно-будівельного інституту.
Павло Нірінберг помер 5 серпня 2008 року на еміграції у Америці.

## Галерея

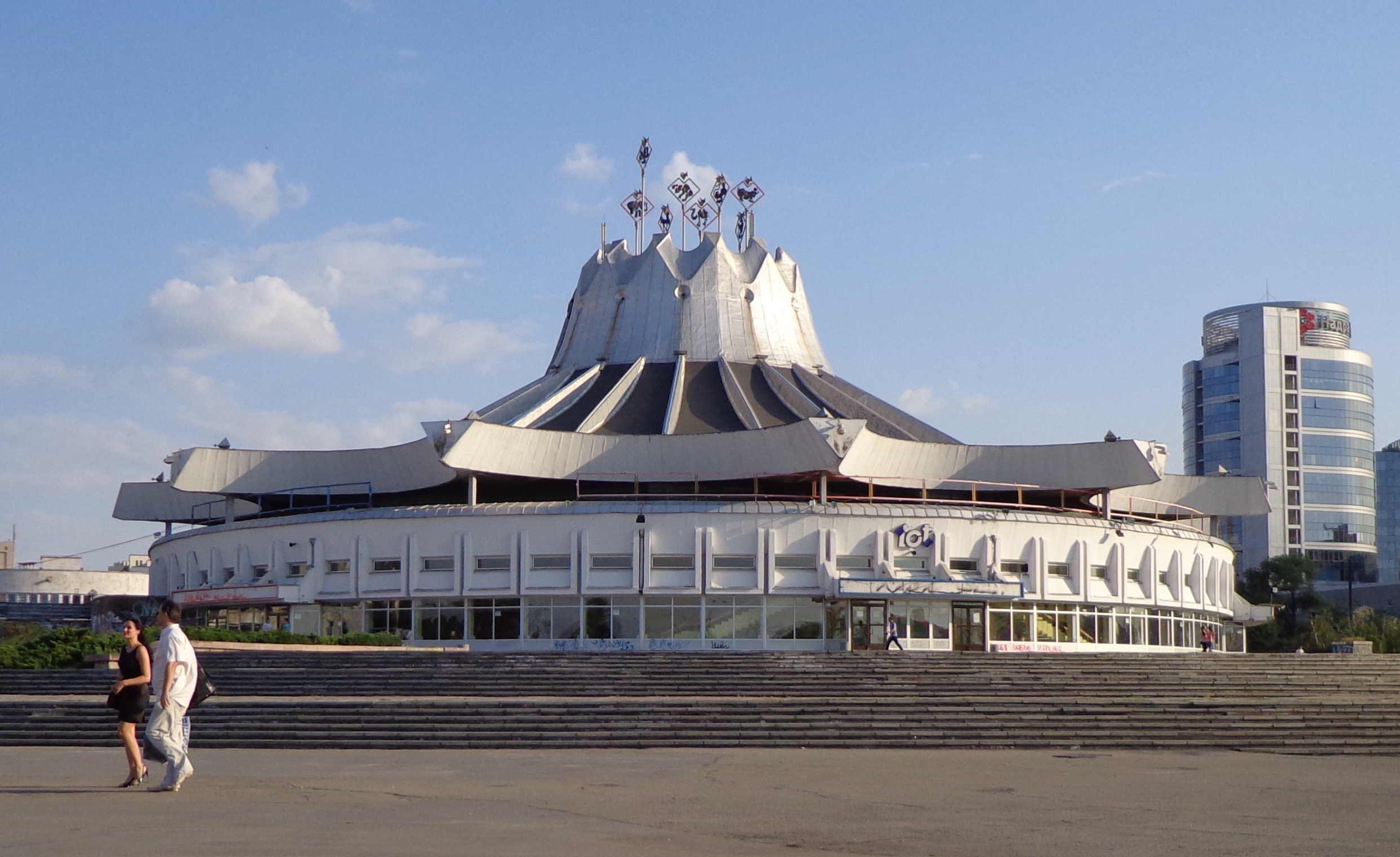
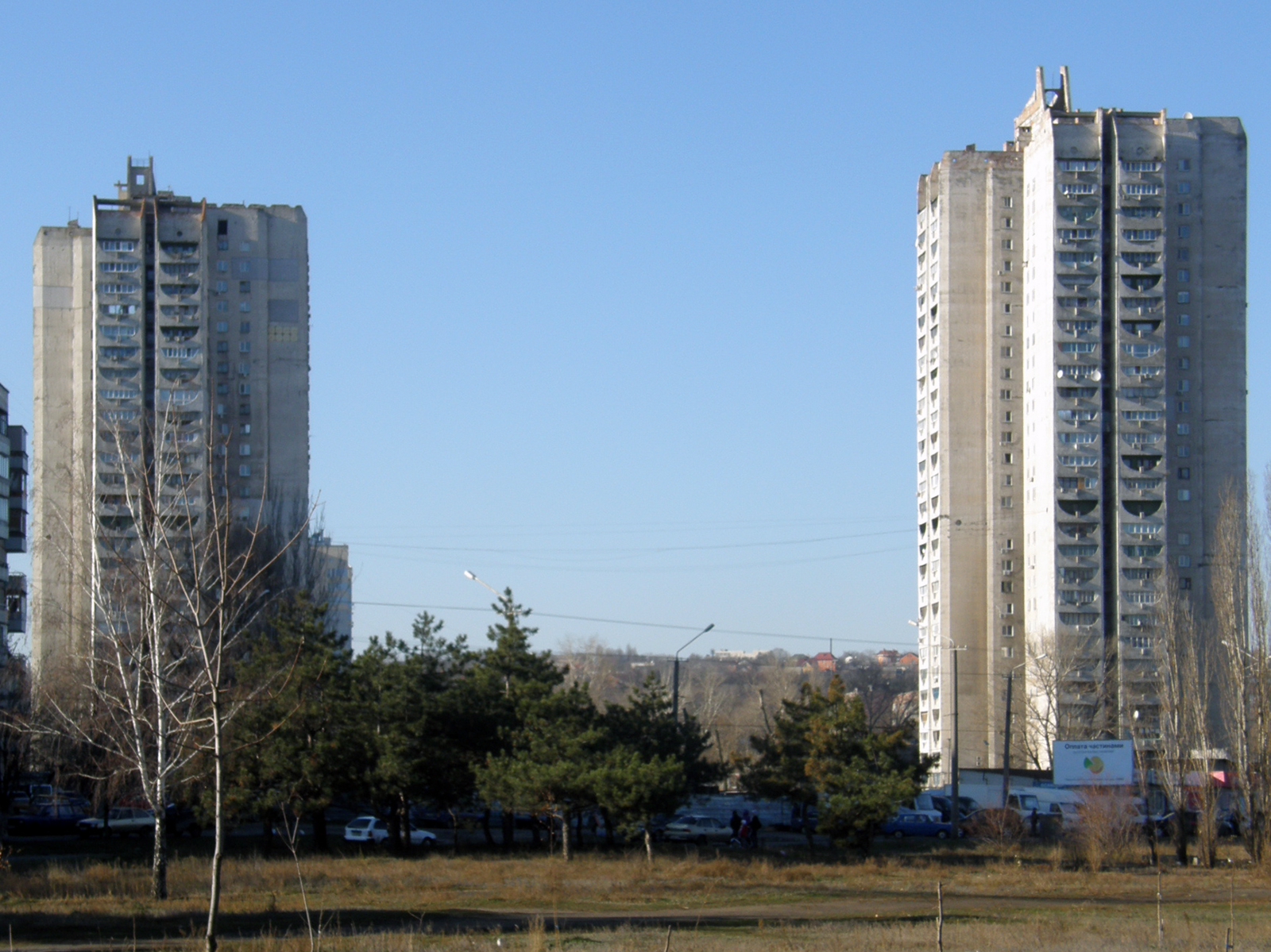

## Вшанування пам'яті
У 2016 році його ім'ям на Горі, у Соборному районі міста Дніпра названа вулиця.